# Abdullah Al-Dosari
Abdullah Al-Dosari (Arabia Saudita; 1 de noviembre de 1969) es un exfutbolista de Arabia Saudita que jugaba en la posición de defensa.

## Carrera

### Club
Jugó toda su carrera con el Ittihad FC de 1987 a 2002 con el que anotó 21 goles en 332 partidos y ganó 12 títulos.

### Selección nacional
Jugó para Arabia Saudita en 62 ocasiones entre 1988 y 2001 y anotó un gol, participó en la Copa Mundial de Fútbol de 1994, en tres ediciones de la Copa Asiática y en dos ediciones de la Copa Rey Fahd.

## Logros

### Club
- Liga Profesional Saudí: 4

1997, 1999, 2000, 2001
- Copa del Rey de Campeones: 1

1988
- Copa del Príncipe de la Corona Saudí: 3

1991, 1997, 2001
- Copa Federación Saudí: 2

1997, 1999
- Recopa Asiática: 1

1999
- Copa de Clubes Campeones del Golfo: 1

1999

### Selección nacional
- Copa Asiática: 2

1988, 1996